# Liste der Biografien/Fod
Liste der Biografien |
Portal Biografien |
Personensuche
# |
A |
B |
C |
D |
E |
F |
G |
H |
I |
J |
K |
L |
M |
N |
O |
P |
Q |
R |
S |
T |
U |
V |
W |
X |
Y |
Z |
?
 
Fa |
Fe |
Ff |
Fh |
Fi |
Fj |
Fk |
Fl |
Fm |
Fn |
Fo |
Fr |
Ft |
Fu |
Fy
 
Foa |
Fob |
Foc |
Fod |
Foe |
Fof |
Fog |
Foh |
Foi |
Foj |
Fok |
Fol |
Fom |
Fon |
Foo |
Fop |
For |
Fos |
Fot |
Fou |
Fov |
Fow |
Fox |
Foy |
Foz
Die Liste der Biografien führt alle Personen auf, die in der deutschsprachigen Wikipedia einen Artikel haben. Dieses ist eine Teilliste mit 42 Einträgen von Personen, deren Namen mit den Buchstaben „Fod“ beginnt.

## Fod

### Foda
- Foda, Franco (* 1966), deutscher Fußballspieler und -trainer
- Foda, Sandro (* 1989), deutscher Fußballspieler

### Fodd
- Foddy, Bennett, australischer Indie-Game-Entwickler und Hochschullehrer

### Fode
- Fode, Pierson (* 1991), US-amerikanischer Schauspieler und Model
- Foden, Giles (* 1967), britischer Journalist und Romanautor
- Foden, Phil (* 2000), englischer Fußballspieler
- Foden, William (1860–1947), US-amerikanischer Gitarrist, Komponist und Musikpädagoge
- Foder, Daniel (* 1983), dänischer Radrennfahrer und Sportlicher Leiter
- Fodéré, François-Emmanuel (1764–1835), französischer Gerichtsmediziner
- Foderingham, Wes (* 1991), englischer Fußballspieler
- Föderl, Karl (1885–1953), österreichischer Komponist
- Föderl, Markus (* 1964), österreichischer Redakteur und Fernsehmoderator
- Föderl-Schmid, Alexandra (* 1971), österreichische Journalistin, stv. Chefredakteurin der Süddeutschen ZeitungAlexandra Föderl-Schmid (* 1971)

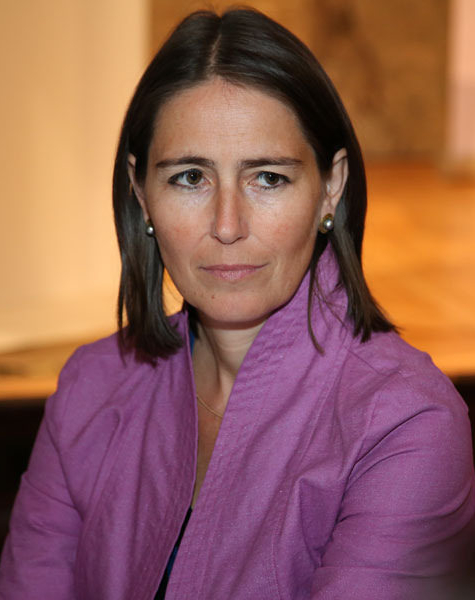
Alexandra Föderl-Schmid (* 1971)

- Fodermair, Karl (1902–1986), deutscher Instrumentenbauer und Leiter diverser Chöre und Orchester
- Födermayr, Christina (* 2001), österreichische Freestyle-Skisportlerin
- Födermayr, Florian (1877–1960), österreichischer Landwirt, Politiker und Person des österreichischen gewerblichen Genossenschaftswesens, Abgeordneter zum Nationalrat
- Födermayr, Franz (1933–2020), österreichischer Musikwissenschaftler

### Fodi
- Fodi, Thomas (1922–1980), deutscher Politiker (NPD)
- Fodiga, Gaspare (1575–1624), Schweizer Architekt und Bildhauer
- Fodio, Usman dan (1754–1817), Staatsmann, Denker und Mystiker der Qadiriyya-Tariqa
- Födisch, Julius Ernst (1840–1877), deutscher Hochschullehrer und Volkskundler

### Fodo
- Fodor, Aranka (1885–1931), ungarische Opernsängerin (Alt/Mezzosopran)
- Fodor, Ben G. (* 1953), ungarisch-österreichischer Künstler
- Fodor, Carel Anton (1768–1846), niederländischer Komponist und Dirigent
- Fodor, Csanád (* 1990), rumänischer Eishockeyspieler
- Fodor, Csenge (* 1999), ungarische Handballspielerin
- Fodor, Eugene (1905–1991), ungarisch-amerikanischer Schriftsteller und Herausgeber von Reiseliteratur
- Fodor, Eugene (1950–2011), US-amerikanischer Violinist
- Fodor, István (1920–2012), ungarischer Linguist und Afrikanist
- Fodor, Jerry (1935–2017), US-amerikanischer Philosoph und KognitionswissenschaftlerJerry Fodor (1935–2017)

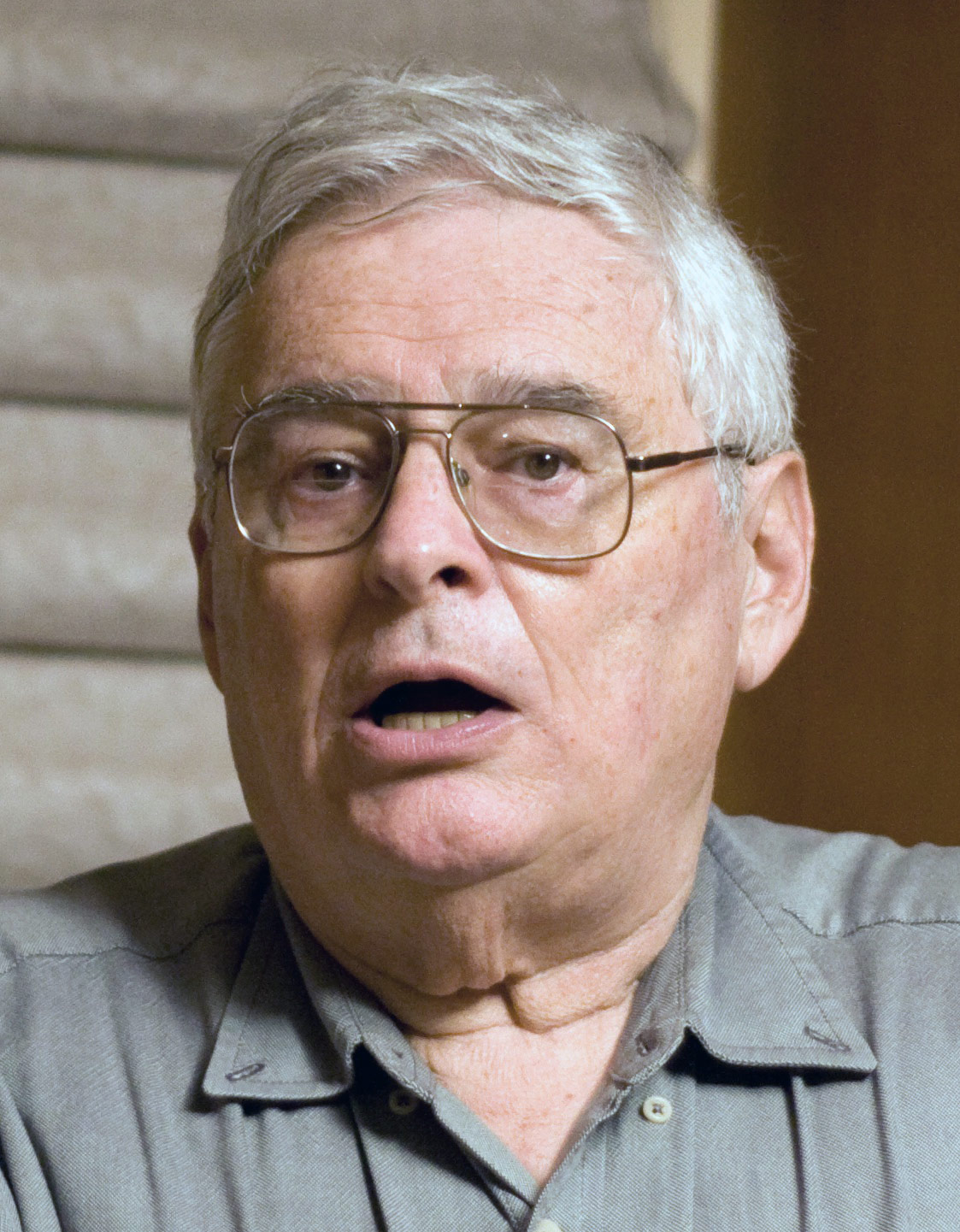
Jerry Fodor (1935–2017)

- Fodor, Joséphine († 1870), französische Opernsängerin (Sopran)
- Fodor, Katalin (* 1966), italienische Fußballspielerin
- Fodor, Ladislas (1898–1978), ungarischer Schriftsteller und Drehbuchautor
- Fodor, Marcel (1890–1977), ungarisch-amerikanischer Journalist
- Fodor, Rajmund (* 1976), ungarischer Wasserballer
- Fodor, Stephen P. A. (* 1953), US-amerikanischer Genetiker und Unternehmer
- Fodor, Tamás (* 1991), ungarischer Schachspieler
- Fodor, Zoltán (* 1964), ungarischer theoretischer Physiker
- Fodor, Zoltán (* 1985), ungarischer Ringer
- Fodor, Zsolt (* 1977), ungarischer Koch
- Fodor-Mittag, Etel (1905–2005), ungarische Fotografin und Gebrauchsgrafikerin

### Fods
- Fodstad, Fredrik (* 2001), norwegisch-kolumbianischer Skilangläufer